# Emad Badr El-Din Mahmoud Abu Ghazy
Emad Badr El-Din Mahmoud Abu Ghazy, más conocido como Emad Abu Ghazi (en árabe: عماد أبو غازى‎), (nacido el 3 de enero de 1955 en Cairo) es un profesor egipcio de la Universidad de El Cairo, que durante un periodo breve fue Ministro de Cultura en el período de transición en Egipto, tras el derrocamiento de Hosni Mubarak, formando parte del Gabinete de Essam Sharaf. Tomó posesión el 5 de marzo de 2011, lo cual -según el diario ahramonline- fue recibido muy positivamente y presentó su renuncia el de noviembre de ese mismo año en protesta por la represión policial de las protestas.
Anteriormente, había trabajado como Secretario General del Consejo de Cultura de Egipto. Se graduó en la Universidad de El Cairo en 1982, obteniendo un Master en 1988 y un Doctorado en 1995.
Es hijo de Badr El-Din Abu Ghazy, quien también fue brevemente Ministro de Cultura (1970-1971), y de la artista Reaya Helmy. Un tío de su padre fue Mahmoud Mokhtar, uno de los más conocidos escultores egipcios.  